# Albeta (kommunhuvudort)
Albeta är en kommunhuvudort i Spanien.   Den ligger i provinsen Provincia de Zaragoza och regionen Aragonien, i den nordöstra delen av landet, 240 km nordost om huvudstaden Madrid. Albeta ligger 420 meter över havet och antalet invånare är 163.
Terrängen runt Albeta är platt österut, men västerut är den kuperad. Runt Albeta är det glesbefolkat, med 11 invånare per kvadratkilometer. Närmaste större samhälle är Borja, 2,9 km väster om Albeta. Trakten runt Albeta består till största delen av jordbruksmark.